# 托普奇諾
48°2′20″N 23°51′10″E / 48.03889°N 23.85278°E
托普奇諾（烏克蘭語：Топчино）是位於烏克蘭西部外喀爾巴阡州裏佳奇夫區的村莊，始建於1450年，面積0.095平方公里，海拔高度320米，2001年人口2,238，人口密度每平方公里23,557.89人。